# Sam Rivers
Sam Rivers, właśc. Samuel Robert Rivers (ur. 2 września 1977 w Jacksonville na Florydzie) – amerykański basista, członek zespołu Limp Bizkit.

## Życiorys
Urodził się 2 września 1977. Jest kuzynem Johna Otto (to Sam namówił Johna żeby grał w Limp Bizkit).
Najpierw pracował w sklepie Chik-fil-A w Jacksonville. Jeszcze wcześniej próbował grać na tubie.

### Kariera
Później grał z Fredem Durstem w jednym z jego pierwszych zespołów (Malachi Sage). Fred odszedł i później namówił Sama, żeby zrobił to samo. Teraz Sam Rivers występuje w grupie Limp Bizkit. Ze względu na styl gry Sam Rivers porównywany jest do swojego kolegi – Fieldy’ego z KoЯna. Tak jak Wes Borland, jest sponsorowany przez Ibaneza. Używał gitary SR885, ale Ibanez zbudował dla niego osobisty model oznaczony BTB5005. Obecnie Sam używa również gitar niemieckiej firmy Warwick.
W 2015 roku zawiesił występy z Limp Bizkit z powodu choroby kręgosłupa.

## Instrumentarium
- Warwick Streamer II (4-strunowy)[2]
- Warwick Streamer LX 4 (4-strunowy)[2]
- Warwick Streamer Jazzman (5-strunowy)[2]
- Warwick Streamer II (5-strunowy)[2]